# خورخي هيريرا
خورخي هيريرا (بالإسبانية: Jorge Herrera)‏ هو لاعب كرة قدم كولومبي، ولد في 11 سبتمبر 1980 في بوغوتا في كولومبيا. لعب مع أتلتيكو ناسيونال وأتليتيكو هويلا وإنديبنديينتي سانتا في وتشارلوت إندبنتنس وديبورتيس كوينديو ونادي غواراني ونادي ميلوناريوس وهوراكان.

## وصلات خارجية
- خورخي هيريرا على موقع قاعدة بيانات كرة القدم.إي يو (الإنجليزية)
- خورخي هيريرا على موقع Soccerway.com (الإنجليزية)